# Mocameta (wieś)
Mocameta (gruz. მოწამეთა) – wieś w Gruzji, w regionie Imeretia, w gminie Tkibuli. W 2014 roku liczyła 187 mieszkańców.